# Seaton Burn Wagonway
| Seaton Burn Wagonway                                                                                      | Seaton Burn Wagonway             |
| --- | -------------------------------- |
| Von Pferden gezogene Chaldron-Loren                                                                       |                                  |
| Route der Pferdebahn (blau) und Standseilbahn (rot), Zechen (Kreise) und archäologische Grabung (Viereck) |                                  |
| Spurweite:                                                                                                | 1372 mm (63 mm unter Normalspur) |
| Streckengeschwindigkeit:                                                                                  | 10–12 km/h                       |
| |                                  |

Die Brunton and Shields Railway oder der Seaton Burn Wagonway war von 1826 bis 1920 eine teilweise von Pferden gezogene und teilweise seilbetriebene Werksbahn mit einer Spurweite von 4 Fuß 6 Zoll (1.372 mm) bei Newcastle upon Tyne.

## Geschichte
Die Brunton and Shields Railway wurde von Benjamin Thompson im Auftrag der Grand Allies errichtet und 1826 eingeweiht. Sie führte von Osten nach Westen über Burradon und Camperdown. Anfangs bediente sie die in der Nähe gelegene Burradon-Zeche nicht, da diese einen separaten Wagonway betrieb.
Sie wurde ab 1826 abschnittsweise von der Zeche in Brunton aus gebaut und 1837 bis zum Flussufer der Tyne in der Nähe von Wallsend und North Shields erweitert. Die schiefen Ebenen wurden entweder wie Standseilbahnen, bei denen beladene Wagen die leeren Wagen bergauf zogen, oder über von stationären Dampfmaschinen angetriebene Winden betrieben. Ab 1878 änderte sich der Name in Seaton Burn Wagonway. Schließlich wurde die Eisenbahnlinie in Richtung Backworth gebaut, um Zugang zur Blyth and Tyne Railway zu erhalten, die in den 1920er Jahren der North Eastern Railway gehörte.

## Betrieb

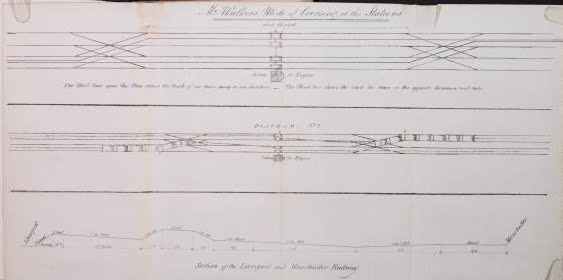
Zwei Züge begegnen sich an einer Station der Brunton und Shields Railway: Sie werden jeweils zur Station gezogen. Der Zug, der die Weiche bei 'e' befährt, um auf das andere Gleis zu kommen, kommt notwendigerweise mit dem Seil von der Rolle 'Nr. 2' in Kontakt, die an der nächsten Station ist. Das gleiche Hindernis entsteht für den Zug 'c' durch das Seil, das an der Station in der entgegengesetzten Richtung verläuft.

Die Brunton and Shields Railway verfügte über fünf durch stationäre Dampfmaschinen betriebene Schrägaufzüge. Die Methode, Güterzüge über mit stationären Dampfmaschinen hin- und herbewegte Seile anzutreiben, wurde von Benjamin Thompson erfunden und patentiert, aber nur eine der fünf schiefen Ebenen wurde durch die sich hin- und herbewegenden Seile betrieben.
Stationäre Dampfmaschinen wurden entlang der gesamten Bahnlinie im Abstand von 1½ Meilen (2,4 km) errichtet. Die Seile liefen auf Rollen, zwischen den Schienen, von einer Dampfmaschine zur anderen, um die Wagen anzutreiben. Wenn ein Wagen eine Station verließ, nahm er ein anderes Seil mit, das man technisch das Heckseil nannte, das dazu diente, den nächsten Zug zurückzubringen, der sich in die entgegengesetzte Richtung bewegte. Das Seil, das den ersten Zug zog, wurde dann zum Heckseil und von dem ersteren zurückgezogen, der dann zum Frontseil wurde.
Die Brunton and Shields Railway hatte nur ein Gleis mit Begegnungsstellen an den Dampfmaschinen. Die Wagen fuhren mit 10–12 mph (16–19 km/h). Das Umspannen der Seile und das Umsetzen von einem Gleis aufs andere reduzierte jedoch die Durchschnittsgeschwindigkeit, wie in der folgenden Tabelle gezeigt, die mit einer Bruttolast von 31 Tonnen an einem windigen Tag erstellt wurde:
| Schiefe Ebene    | Länge in Yards | Länge in km | Zeit in Bewegung | Aufenthalt |
| ---------------- | -------------- | ----------- | ---------------- | ---------- |
| 1. Schiefe Ebene | 1287 Yards     | 1.177 km    | 05:10 min        | 08:20 min  |
| 2. Schiefe Ebene | 2316 Yards     | 2.118 km    | 07:30 min        | 04:30 min  |
| 3. Schiefe Ebene | 1562 Yards     | 1.428 km    | 06:30 min        | 06:00 min  |
| 4. Schiefe Ebene | 1760 Yards     | 1.61 km     | 06:00 min        | 05:00 min  |
| 5. Schiefe Ebene | 2068 Yards     | 1.891 km    | 05:10 min        | 00:00 min  |
| Summe:           | 8993 Yards     | 8.223 km    | 30:20 min        | 23:50 min  |

Auf drei der schiefen Ebenen liefen die beladenen Waggons von selbst, und das Seil wurde lediglich zum Zurückziehen der leeren Waggons verwendet. Bei den anderen wurden die vollen Waggons gezogen, und die leeren liefen mit dem Seil zurück. Auf vier der schiefen Ebenen wurde nur ein Seil verwendet, da die Schwerkraft der Wagen das andere überflüssig machte. Dieser Modus war sehr vorteilhaft in Bezug auf Einfachheit und Wirtschaftlichkeit, verglichen mit dem hin- und hergehenden System, bei dem zwei Seile pro Zug benötigt wurden.

## Erhaltene Reste

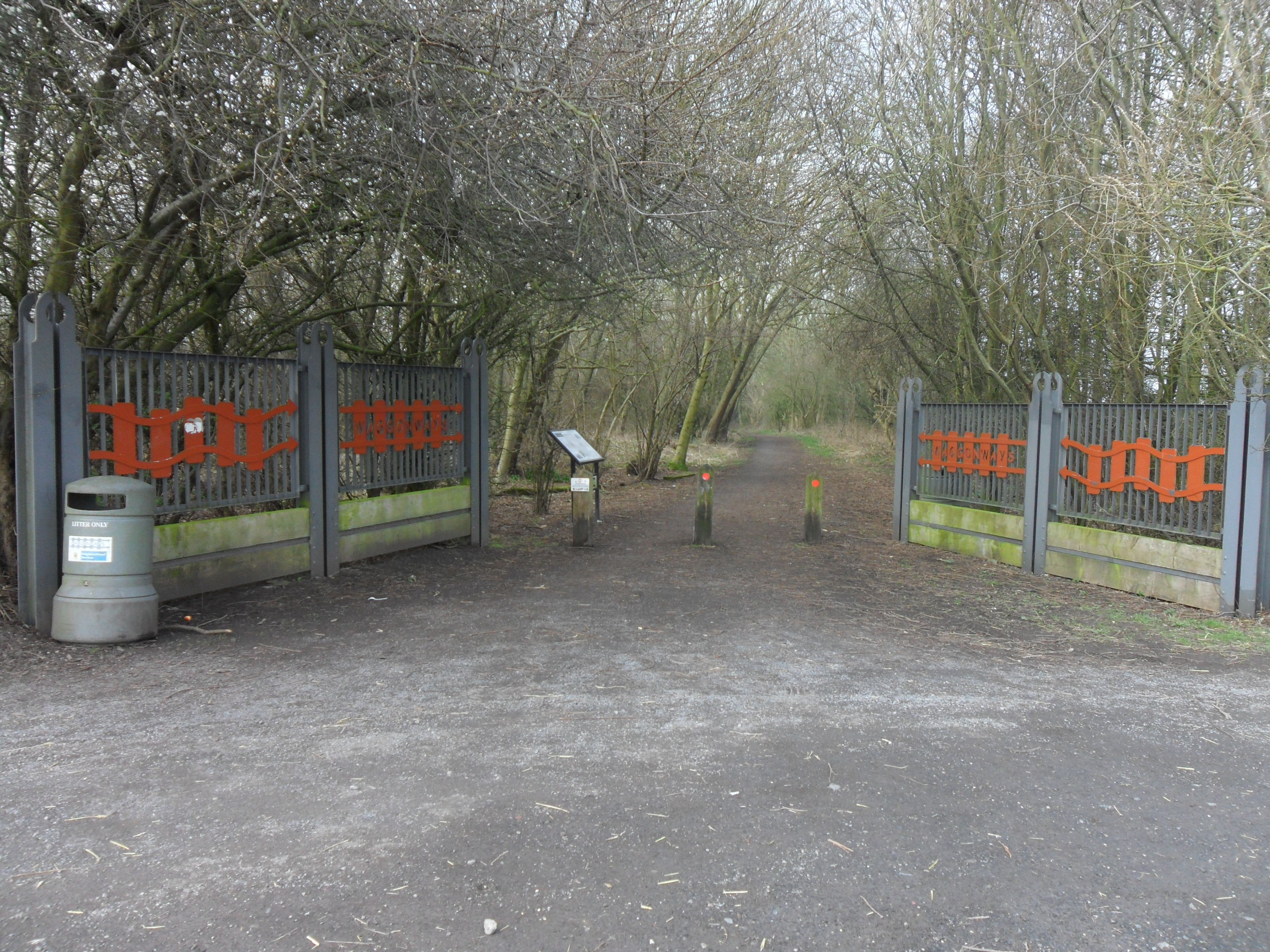
Seaton Burn Waggonway
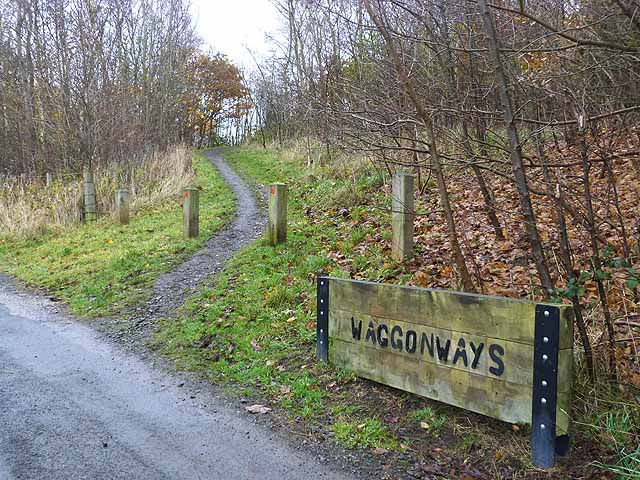
Nordende des Seaton Burn Wagonway
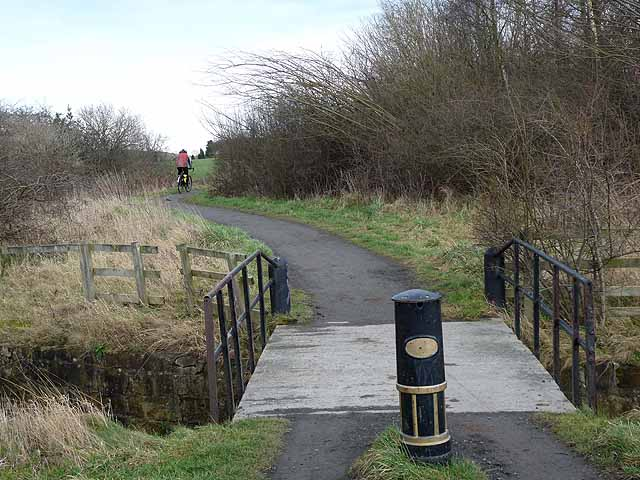
Brücke über den Seaton Burn am Nordende